# Třída Fret
Třída Fret (jinak též třída Roofdier) byly pobřežní fregaty nizozemského královského námořnictva z éry studené války. Jejich hlavními úkoly byl doprovod pobřežních konvojů a ochrana rybolovu. Postaveno bylo šest jednotek této třídy. Ve službě byly v letech 1954–1988. Všechny byly ze služby vyřazeny. Jsou příbuzné třídě PCE-842

## Stavba
Šestice fregat třídy Fret byla pro nizozemské námořnictvo postavena v amerických loděnicích Avondale Marine v New Orleansu a General Ship and Engine Works v Bostonu. Stavba byla financována z amerického programu vojenské pomoci Mutual Defense Assistance Act (MDAP). Stavba byla zahájena v letech 1952–1953 a do služby byly fregaty přijaty roku 1954.
Jednotky třídy Fret:
| Jméno            | Loděnice                      | Založení kýlu | Spuštěna          | Dodání           | Status         |
| ---------------- | ----------------------------- | ------------- | ----------------- | ---------------- | -------------- |
| Wolf (F817)      | Avondale Marine               | 1952          | 2. ledna 1954     | 26. března 1954  | Vyřazena 1985. |
| Fret (F818)      | General Ship and Engine Works | 1952          | 30. července 1953 | 4. května 1954   | Vyřazena 1984. |
| Hermelijn (F819) | General Ship and Engine Works | 1952          | 6. března 1954    | 5. srpna 1954    | Vyřazena 1984. |
| Vos (F820)       | General Ship and Engine Works | 1952          | 1. května 1954    | 2. prosince 1954 | Vyřazena 1985. |
| Panter (F821)    | Avondale Marine               | 1952          | 30. ledna 1954    | 11. června 1954  | Vyřazena 1984. |
| Jaguar (F812)    | Avondale Marine               | 1952          | 20. března 1954   | 22. června 1954  | Vyřazena 1985. |

## Konstrukce
Fregaty nesly navigační radar Decca 1229C a sonar QCU-2. Byly vyzbrojeny jedním 76mm kanónem na přídi, šesti 40mm kanóny Bofors (Panter a Jaguar nesly pouze čtyři), osmi 20mm kanóny (během služby demontovány), jedním salvovým vrhačem hlubinných pum Hedgehog a dvěma spouštěči hlubinných pum (Panter a Jaguar měly vrhače čtyři). Pohonný systém tvořily dva diesely General Motors 12-567ATL o výkonu 1600 hp, pohánějící dva lodní šrouby. Nejvyšší rychlost dosahovala 15 uzlů. Dosah byl 4300 námořních mil při 10 rychlosti uzlů.